# 洛塔 (智利)

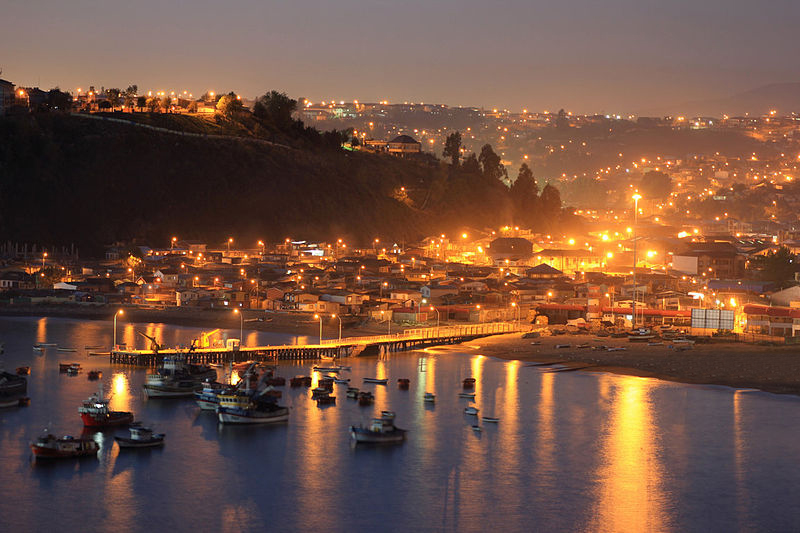

洛塔（西班牙語：Lota）是智利的城鎮，位於該國中部，由比奧比奧大區的康賽普西翁省負責管轄，始建於1662年，面積135平方公里，海拔高度82米，2002年人口49,089，人口密度每平方公里363.6人。

## 外部連結
- Francisco Solano Asta Buruaga y Cienfuegos, Diccionario geográfico de la República de Chile, Pg 387-388 （页面存档备份，存于）
- （西班牙文） Municipality of Lota （页面存档备份，存于）